# Céka
Céka, de son vrai nom Erick Lasnel, est un scénariste de bande dessinée français né le 16 avril 1965.

## Œuvre
- 40 bougies et de nombreuses tranches de vie, dessins de Bast, Jean-Philippe Peyraud, Brüno et Pascal Jousselin, ANPE Île-de-France, 2007  (ISBN 2-04-010330-9)
- Anecdotes - Ni bête ni têtu, scénario de Raphaël Tanguy, Céka et Benjamin Leduc, dessins de Jaap de Boer, Cédric Pérez, Juan María Córdoba, Didier Ray, Philippe Bringel, Jeff Baud, Marcel Uderzo, Jacky Clech', Christelle Lardenois, Thierry Olivier, Marc Charbonnel, Sylvain Chevalier, Slhoki et Katia Even, Association l'Eure du Terroir, 2011  (ISBN 978-2-9533278-4-7)
- AstroKidd, Objectif Mars Éditions, collection AstroKidd

1. Prends-en de la graine, dessins de Clod, 2011  (ISBN 978-2-9538976-2-3)
2. Toinette et Boss, dessins de Magali Tessier, 2011  (ISBN 978-2-9538976-3-0)

- Billy Wild, dessins de Guillaume Griffon, Akileos, collection Regard noir & blanc

1. Mais où est donc Linus ? [2], 2007  (ISBN 978-2-915168-52-5)
2. Le 13e cavalier [3], 2008  (ISBN 978-2-915168-99-0)

- Chansons et poèmes en bandes dessinées, Petit à Petit, collection Chansons et poèmes en BD

Chansons de Téléphone en bandes dessinées (scénario), collectif, 2002  (ISBN 2-914401-42-6)
Chansons de Brassens en bandes dessinées (scénario), collectif, 2006  (ISBN 2-84949-037-7)
Chansons de Barbara en bandes dessinées (scénario), collectif, 2007  (ISBN 978-2-84949-084-6)
- Les Contes en bandes dessinées, Petit à Petit, collection Contes en Bandes dessinées
  - Contes arabes, scénarios et dessins collectifs, 2008  (ISBN 978-2-84949-120-1)
  - Contes et légendes du Moyen Âge, dessins collectifs, 2009  (ISBN 978-2-84949-159-1)
  - Les lutins de Grimm et autres contes[6], dessins collectifs, 2008  (ISBN 978-2-84949-068-6)
- Demain…, dessins de Jean-Christophe Pol, Clair de Lune, collection In Extenso

1. Demain, j'arrête !, 2007  (ISBN 978-2-353-25032-5)
2. Demain, je maigris !, 2009  (ISBN 978-2-353-25118-6)
3. Demain, je bricole !, 2009  (ISBN 978-2-353-25137-7)

- Double assassinat dans la rue Morgue[7], scénario de Céka d'après Edgar Allan Poe, dessins de Clod, Akileos, 2007  (ISBN 978-2-915168-83-9)
- EgoVox, dessins de Yigaël, Akileos, collection Oracle

1. Le destin n'est plus ce qu'il était, 2006  (ISBN 2-915168-35-0)
2. Le jour où je me suis rencontré, 2008  (ISBN 978-2-355-74000-8)
3. Une bien belle journée pour mourir, 2010  (ISBN 978-2-355-74064-0)

- L'homme de l'année, scénario collectif, dessins et couleur collectifs, édition Delcourt :

1. tome 6 : Christophe Colomb, l'homme de l'année 1492, dessins et couleur de Patrick Tandiang

- Le Fantôme de Canterville, dessins de Paul Drouin, Petit à Petit, collection Littérature en BD, 2010  (ISBN 978-2-84949-190-4)
- La Guerre des Boutons, Petit à Petit

4. La rentrée des claques, scénario de Céka d'après l'œuvre de Louis Pergaud, dessins de Khaz, 2010  (ISBN 978-2-84949-181-2)
- Joss' mandale, MPF Éditions

1. Serial looser, dessins de Névil, 2005  (ISBN 2-9523681-2-0)

- Lutte majeure[8], dessins de Borris, KSTR, 2010  (ISBN 978-2-203-00942-4)
- Michael Jackson en bandes dessinées (scénario)[9], dessins : Vox et collectif, Petit à Petit, collection Légendes en BD, 2009  (ISBN 978-2-84949-192-8)
- Mont Saint Michel - Histoires et légendes, scénario de Céka et Raphaël Tanguy, dessins : collectif, Eure du terroir, collection Histoires et Légendes, 2012  (ISBN 978-2-9533278-6-1)
- Les Nouvelles de Jules Verne en bandes dessinées (scénario)[10], dessins collectifs, Petit à Petit, 2005  (ISBN 2-84949-023-7)
- Le Procès [11], scénario de Céka d'après l'œuvre de Franz Kafka, dessins de Clod, Akileos, 2006  (ISBN 2-915168-27-X). Réédition en 2016 [12]
- The Rolling Stones en bandes dessinées (scénario), dessins : collectif, Petit à Petit, 2010  (ISBN 978-2-84949-200-0) Réédition en 2017 sous le titre The Rolling Stones en BD[13],[14]  (ISBN 979-1-095670384)
- The Rolling Stones en bandes dessinées - De Dartford à Satisfaction[15] (scénario), dessins : collectif, éditions Fetjaine (réédition partielle (48 p.) de The Rolling Stones en bandes dessinées), 2012  (ISBN 978-2-354-25386-8)
- La Guerre des Belles Dames, scénario de Raphaël Tanguy et Céka, dessins de Nicolas Desrues et Jacky Clech', Association l'Eure du Terroir, collection Histoires normandes, 2013  (ISBN 978-2-9533278-9-2)
- Pasteur et la génération spontanée : La vie peut-elle apparaître sans parents ?, scénario de Céka dessins de Yigaël et couleurs par Gabiculi, Les Editions du Sékoya, 2016
- Apollo 11 , Les premiers pas de l'homme sur la Lune, scénario de Céka et de Yigaël, Editions Faton, 2019